# Jardín Botánico de los Pirineos Occidentales
El Jardín botánico de los Pirineos Occidentales (en francés: Jardin botanique des Pyrénées occidentales) es un jardín botánico asociado con el vivero especializado Florama, de propiedad privada en Saint-Jammes, Francia.

## Localización
Jardin botanique des Pyrénées occidentales 42, route de Morlaàs, Saint-Jammes, Pyrénées-Atlantiques, Aquitaine, France-Francia.
Está abierto al público previa cita.

## Historia
Inicialmente era solamente el vivero "Florama" especializado en árboles y arbustos de todo el mundo.
El jardín botánico acompañante fue creado en 1993 por el propietario Jacques Urban.
Actualmente es un miembro de los Jardins botaniques de France.

## Colecciones botánicas
Alberga unos 1,500 taxones incluyendo plantas raras y en peligro de los Pirineos.
El jardín botánico trabaja en:
- El conocimiento y la protección de la flora local,
- Estudio de la germinación y conservación de semillas,
- Creación de un seminoteca (en la colección las semillas de hierbas con casi 10,000 especies)
- Introducción de especies raras en el cultivo a menudo no rentables,
- Extensión de la botánica a nivel regional y nacional,
- Comunicaciones alrededor de la planta a través de:
- Centro de documentación,
- Edición de sus publicaciones.
- El conocimiento de todas las dificultades que enfrenta la conservación de plantas y animales en Francia.